# جاك باراتييه
جاك باراتييه (بالفرنسية: Jacques Baratier) (و. 1918 – 2009 م) هو مخرج أفلام، وكاتب سيناريو فرنسي، ولد في مونبلييه، توفي عن عمر يناهز 91 عاماً.

## جوائز
حصل على جوائز منها:

نيشان الفنون والآداب من رتبة قائد

## وصلات خارجية
- جاك باراتييه على موقع IMDb (الإنجليزية)
- جاك باراتييه على موقع ألو سيني (الفرنسية)
- جاك باراتييه على موقع أول موفي (الإنجليزية)
- جاك باراتييه على موقع قاعدة بيانات الأفلام السويدية (السويدية)
- جاك باراتييه على موقع قاعدة بيانات الفيلم (الإنجليزية)
- جاك باراتييه على موقع كينوبويسك (الروسية)